# Regroupement national pour l'unité de la République
Le Regroupement national pour l'unité de la République (RNUR) est un groupe parlementaire français. Constitué à l'Assemblée nationale en 1958 sous le nom de Formation administrative des élus d'Algérie et du Sahara (FAEAS), il devient le groupe Unité de la République (GUR) en 1959, avant de prendre sa dénomination définitive l’année suivante. Il disparaît en 1962, après l'indépendance de l’Algérie française.

## Historique
Le groupe est constitué au début de la première législature de la Cinquième République, à la suite des élections législatives françaises de 1958, sous le nom de Formation administrative des élus d'Algérie et du Sahara. Il rassemble 66 députés de l'Algérie française à l'Assemblée nationale.
En juillet 1959, il devient le groupe Unité de la République. En décembre 1960, il est renommé en groupe du Regroupement national pour l'unité de la République.
L’Algérie française accède à l’indépendance en juillet 1962, ce qui marque la fin de mandat des députés des départements algériens et entraîne la dissolution du groupe.

## Membres
Les députés ci-dessous siègent sur les bancs du groupe lors de la législature de 1958-1962.
- Robert Abdesselam (Alger-Banlieue)
- Mohammed Agha-Mir (Orléansville)
- Hamza Al-Sid-Boubakeur (Oasis)
- Étienne Arnulf (Orléansville)
- Ouali Azem (Tizi-Ouzou)
- Mohamed Baouya (Orléansville)
- Mohamed Barboucha (Philippeville)
- Mohamed Bedredine (Philippeville)
- Mohamed-Kébir Bekri (Oran-Campagne)
- Slimane Belabed (Tlemcen)
- Ali Bendjelida (Sétif)
- Benalia Benelkadi (Médéa)
- Abdelmadjid Benhacine (Constantine)
- Khelil Benhalla (Sétif)
- Cheikh Benssedik (Mascara)
- Djelloul Berrouaïne (Oran-Campagne)
- Jean-Baptiste Biaggi (Paris)
- Kheira Bouabsa (Mascara)
- Saïd Boualam (Orléansville)
- Mohamed Boudi (Oasis)
- Hachemi Boudjedir (Constantine)
- Belaïd Bouhadjera (Constantine)
- Mohamed Boulsane (Philippeville)
- Ahmed Boutalbi (Bougie)
- Louis Bruelle (Madagascar), cessation du mandat en 1959
- Edme Canat  (Constantine)
- Abdelbaki Chibi (Bône)
- Henri Colonna (Tizi-Ouzou)
- Léon Delbecque (Nord), partisan de l’Algérie française, à partir de 1959
- Mustapha Deramchi (Mostaganem)
- Marcel Deviq (Oasis)
- Ahmed Djebbour (Alger-Ville)
- Mohamed-Lakhdar Djouini (Bône)
- Yvon Grasset (Tlemcen)
- Ali Guettaf (Blida)
- Noureddine Hassani (Batna)
- Mohamed Ihaddaden (Bougie)
- Ahcène Ioualalen (Tizi-Ouzou)
- Djillali Kaddari (Tiaret)
- Mourad Kaouah (Alger-Ville)
- Rebiha Khebtani (Sétif)
- Sadok Khorsi (Tizi-Ouzou)
- Pierre Laffont (Oran-Campagne)
- Pierre Lagaillarde (Alger-Ville)
- Mohammed Laradji (Blida)
- Marc Lauriol (Alger-Banlieue)
- Armand Legroux (Mascara)
- Hafid Maloum (Bougie)
- Philippe Marçais (Alger-Banlieue)
- Louis Marquaire (Blida)
- Khaddour Messaoudi (Médéa)
- Maurice Molinet (Bougie)
- Léopold Morel (Philippeville)
- Abbès Moulessehoul (Tlemcen)
- André Pigeot (Saoura)
- Pierre Portolano (Bône)
- Pierre Puech-Samson (Mostaganem)
- Dominique Renucci (Batna)
- Ali Saadi (Tizi-Ouzou)
- Brahim Sahnouni (Batna)
- Berrezoug Saïdi (Tiaret)
- Xavier Salado (Tiaret)
- Chérif Sid Cara (Oran-Campagne)
- Nafissa Sid Cara (Alger) ; remplacée le 9 février 1959 par Mustapha Chelha après son entrée au gouvernement
- Abdallah Tebib (Bône)
- Pierre Vignau (Médéa)
- René Vinciguerra (Alger-Ville)
- Mohamed-Tahar Zeghouf (Mascara)

Quelques députés d’Algérie française sont membres d'un autre groupe parlementaire : François Lopez (UNR, Oran-Ville), Ali Mallem (UNR, Batna), René Mekki (UNR, Oran-Ville), William Widenlocher (groupe socialiste, Sétif).